# Cyclacanthia
Cyclacanthia är ett släkte av svampdjur. Cyclacanthia ingår i familjen Latrunculiidae.
Kladogram enligt Catalogue of Life:
| Cyclacanthia | \| \| Cyclacanthia bellae \| \| \| \| \| \| Cyclacanthia cloverlyae \| \| \| \| \| \| Cyclacanthia mzimayiensis \| \| \| \| |
|              | \| \| Cyclacanthia bellae \| \| \| \| \| \| Cyclacanthia cloverlyae \| \| \| \| \| \| Cyclacanthia mzimayiensis \| \| \| \| |
|              | Latrunculia |
|              | |
|              | Microstylifer |
|              | |
|              | Sceptrella |
|              | |
|              | Strongylodesma |
|              | |
|              | Tsitsikamma |
|              | |
|              | Cyclacanthia bellae |
|              | |
|              | Cyclacanthia cloverlyae |
|              | |
|              | Cyclacanthia mzimayiensis                                                                                                   |
|              | |

|  | Cyclacanthia bellae       |
|  |                           |
|  | Cyclacanthia cloverlyae   |
|  |                           |
|  | Cyclacanthia mzimayiensis |
|  |                           |